# Copidosoma viridiaeneum
Copidosoma viridiaeneum är en stekelart som beskrevs av Hoffer 1970. Copidosoma viridiaeneum ingår i släktet Copidosoma och familjen sköldlussteklar.
Artens utbredningsområde är:
- Tjeckien.
- Sverige.

Arten är reproducerande i Sverige. Inga underarter finns listade i Catalogue of Life.